# Плавник (дерево)

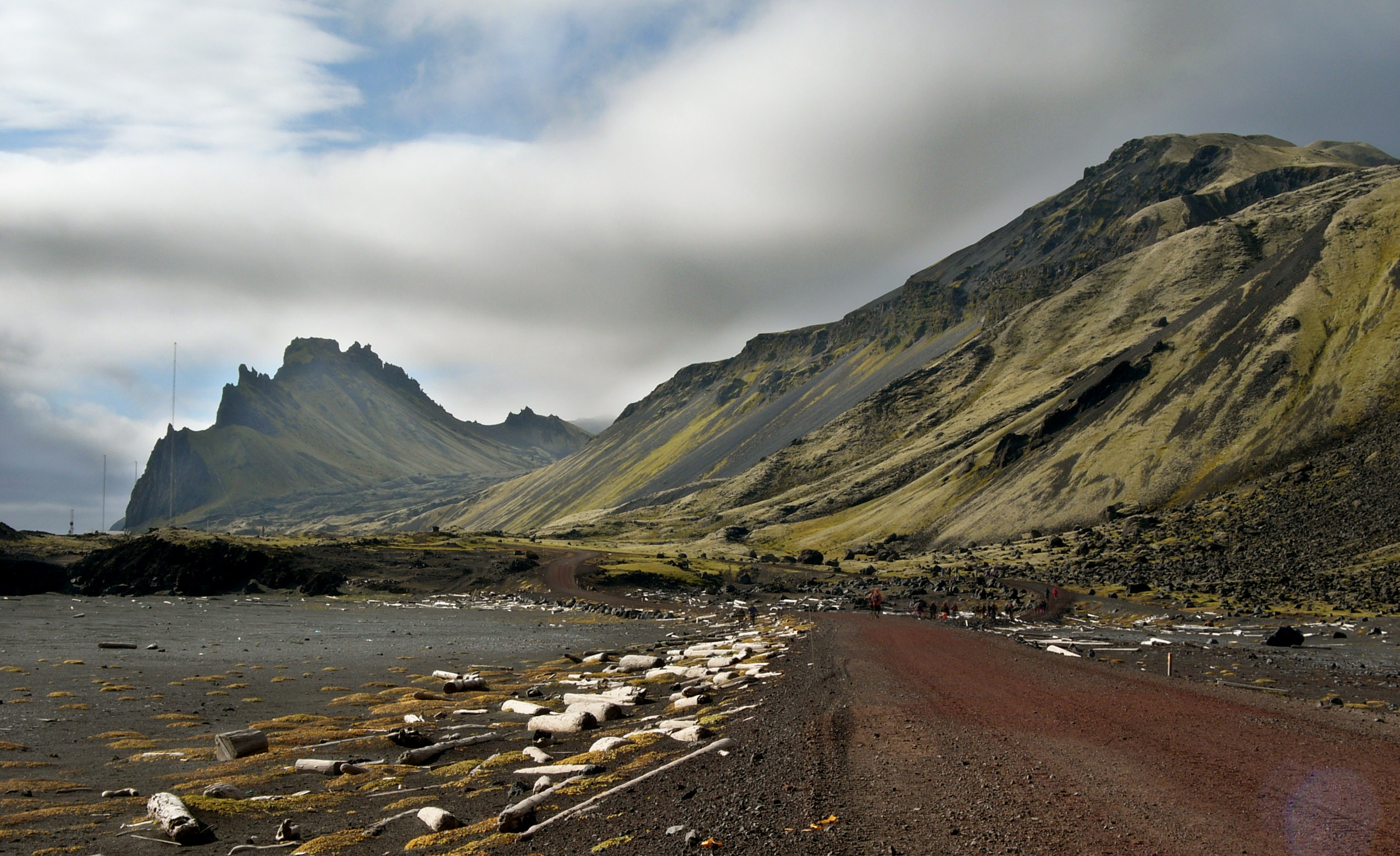
Плавник на берегу острова Ян-Майен

Плавни́к, выкидной лес — срубленные или упавшие деревья, ветки, плавающие в реке или в море и выбрасываемые на берег. 
Поморы строили из плавника дома и промысловые избы на побережье Белого, Баренцева и Карского морей. А на островах архипелага Шпицберген (Грумант) плавник был единственным доступным строительным материалом. Пропитавшаяся морской водой древесина была прочной и долговечной. 
Учёные исследовали более 2,4 тыс. образцов древесины, выброшенной на берега Гренландии, Фарерских островов, Исландии, Шпицбергена, и определили их видовую принадлежность. Они установили, что лиственница попадает в европейскую Арктику преимущественно из Якутии, ель — из Канады и Европы, сосна — с юга Красноярского края. Сосна в плотах сплавлялась из районов вдоль Ангары по Енисею в порты Дудинка и Игарка. Иногда плоты разбивались, древесина уплывала в Северный Ледовитый океан, захватывалась льдом и, в конце концов, попадала на острова.